# Hyalella texana
Hyalella texana is een vlokreeftensoort uit de familie van de Hyalellidae. De wetenschappelijke naam van de soort is voor het eerst geldig gepubliceerd in 1973 door Stevenson & Peden.